# Georges Rodenbach

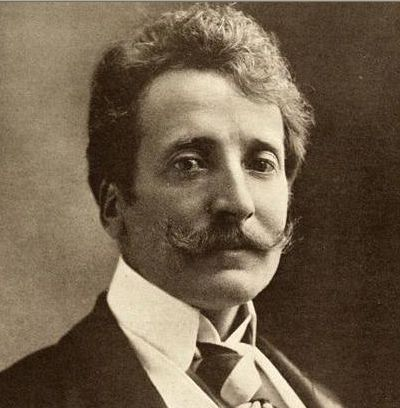
Georges Rodenbach

Georges Rodenbach (Doornik, 16 juli 1855 - Parijs, 25 december 1898) was een Franstalig Belgisch schrijver en dichter. Georges Rodenbach was een van de eerste vooraanstaande Belgische letterkundigen die de Franse symbolistische dichtkunst omarmde. Hoewel hij reeds stierf op drieënveertigjarige leeftijd, neemt Georges Rodenbach een prominente plaats in de geschiedenis van het internationale symbolisme in, met zijn poëziebundels Le Règne du Silence (1891), Les Vies encloses (1896), Le Miroir du ciel natal (1898), en zijn bekende roman Bruges-la-Morte uit 1892. Hij was een neef van Albrecht Rodenbach.

## Familie

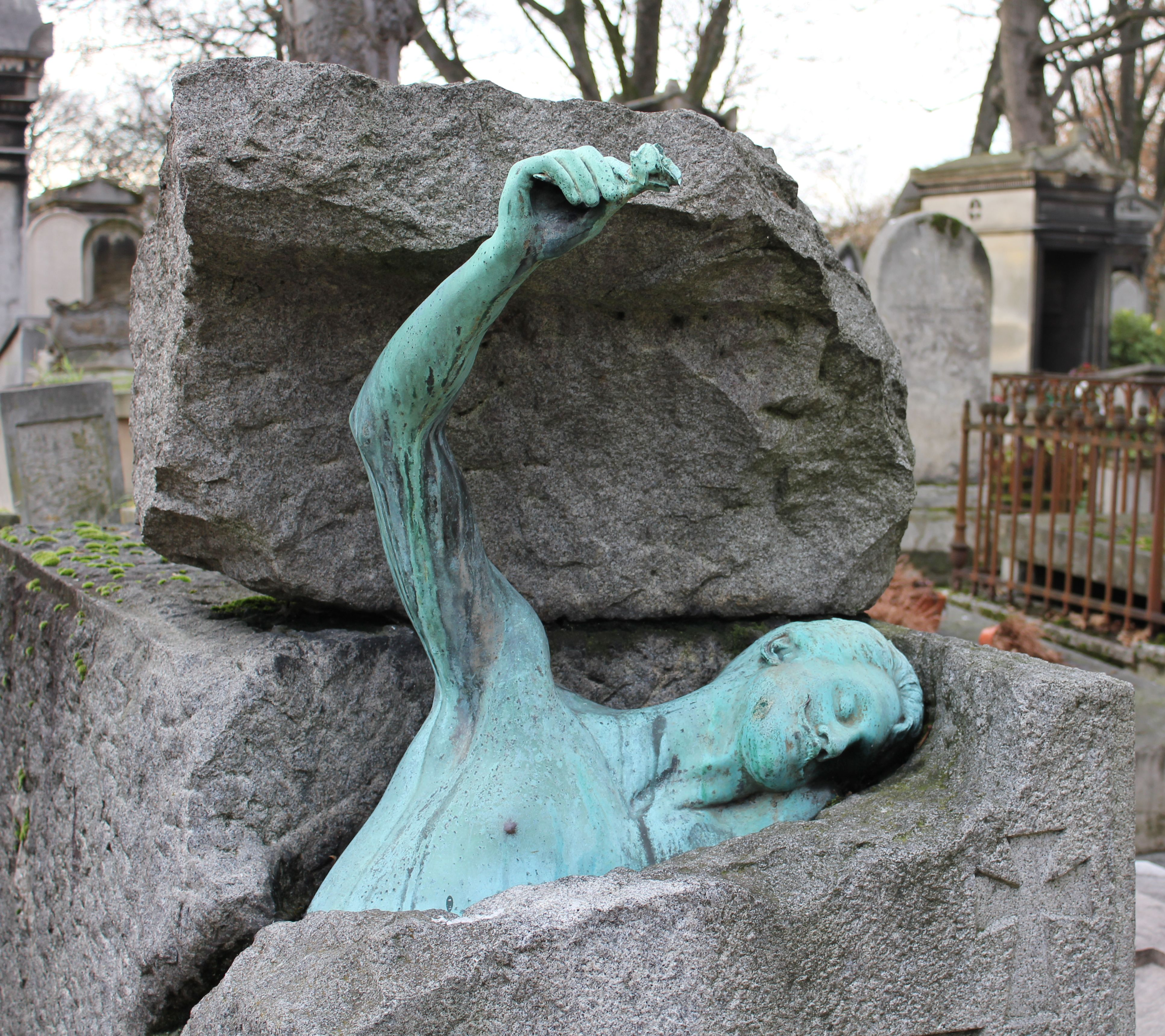
Grafzerk van Georges Rodenbach op het kerkhof van Père-Lachaise

Georges Rodenbach stamde uit een familie van Duitse origine. De patriarch was Ferdinand Rodenbach (Andernach 1714 - Roeselare 1786), die chirurg was in het Oostenrijkse leger en na zijn huwelijk in 1748 met Catharina Vanden Bossche zich vestigde in Ieper. Hun zoon, Pierre-Ferdinand Rodenbach (1759-1820) trouwde met de Brugse Anne De Geest. Ze hadden  zes zonen en één dochter. Hij werd het hoofd van de stedelijke administratie in Roeselare en stichtte een jeneverstokerij, waaruit later Brouwerij Rodenbach zou ontstaan. Een van die zonen, Ferdinand-Grégoire Rodenbach en diens zoon Julius Rodenbach (1824-1915) waren respectievelijk de grootvader en de vader van de dichter Albrecht Rodenbach (1856-1880) en de schrijver Ferdinand Rodenbach (1864-1938).
Een andere zoon was Constantin-François Rodenbach (1791-1846) die chirurg was in het leger van Napoleon. Hij was, samen met een paar van zijn broers, een van de gangmakers van de Belgische Revolutie in 1830. Hij trouwde met Louise Wieland, dochter van Auguste Wieland (1757-1833), een Zwitser die zich in Oostende had gevestigd en tijdens de revolutietijd een zekere rol speelde. Haar zus, Adelaïde Wieland (1800-1858) trouwde met 
Karel-Jan Van Severen (1801-1842), de eigenaar van de brouwerij De Sleutels in de Wulfhagestraat. Hun zoon, André Van Severen (1830-1888), neef van Georges, zou een avontuurlijk leven leiden waarbij hij het tot generaal bracht in het Latijns-Amerikaanse El Salvador.
De zoon van Constantin-François, was Constantin-Ferdinand Rodenbach (1824-1891). Hij trouwde met de Doornikse Rosalie Gall (1830-1889) en werd verificateur van maten en gewichten. Hun zoon Georges werd in 1855 geboren.
Georges trouwde in 1888 met Anne-Marie Urbain (1860-1945). Zij baarde een zoon, Constantin Rodenbach (1892-na 1948).
Toen Georges stierf was hij pas 43. Hij was al enkele jaren ziek en bezweek aan een blindedarmontsteking. Hij werd begraven op de Parijse begraafplaats Père-Lachaise.

## Studies en loopbaan
Rodenbach woonde vanaf 1855 met zijn familie in Gent. Hij liep middelbare school in het Sint-Barbaracollege, waar hij Emile Verhaeren leerde kennen. Daarna studeerde hij rechten in Gent en in Parijs. In 1878 verbleef hij voor het eerst langdurig in Parijs en werd er trouwe bezoeker van de 'Cercle des Hydropathes'. Hij leerde er zijn eerste Franse literaire vrienden kennen, onder wie Catulle Mendès, François Coppée, Maurice Barrès.
In 1879 begon hij aan de balie van Gent. Hij werd ook medewerker van La Flandre Libérale. Hij begon zich echter stilaan op Brussel te richten, waar hij vriendschap vond bij Camille Lemonnier (1844-1913). Hij werd ook bevriend met de schrijfster en Brugse dagbladuitgeefster Caroline Popp (1806-1891). In 1884 verbleef hij een ganse zomer bij haar in Brugge. Kort daarop verliet hij Gent voor Brussel en werd er advocaat en, net als Emile Verhaeren, medewerker van advocaat, literator en politicus Edmond Picard (1836-1924).  
Hij wijdde zich meer en meer aan de literatuur en werd de animator van La Jeune Belgique, waar hij onder meer zijn vrienden Maurice Maeterlinck en Charles Van Lerberghe presenteerde. Hij organiseerde een tournee in België van de Franse schrijver Mathias Villiers de l'Isle-Adam en gaf zelf voordrachten over de Duitse filosoof Schopenhauer, die hem in een groot deel van zijn werk zou inspireren.
In 1888 vestigde hij zich in Parijs en werd voltijds schrijver van prozaverhalen en gedichten, naast correspondent van de Journal de Bruxelles, voor wie hij in de loop der jaren meer dan vierhonderd 'Lettres Parisiennes' schreef. Hij knoopte vriendschap aan met Stéphane Mallarmé, Alphonse Daudet, Edmond de Goncourt en Auguste Rodin, van wie hij een felle verdediger werd in Le Figaro. Marcel Proust was een van zijn bewonderaars. François Coppée en Villiers de l'Isle Adam waren getuigen bij zijn huwelijk. Rodenbach publiceerde regelmatig in Le Figaro, onder meer een reeks Agonies de villes, waarin hij steden zoals Brugge, Gent, Middelburg (Walcheren) en Saint-Malo portretteerde.

## Werken
- In 1877 publiceerde hij zijn eerste dichtbundel, Le Foyer et les Champs.
- In 1886 werd hij met La Jeunesse blanche beroemd, zowel in België als in Frankrijk.
- In 1894 werd hij de eerste Belgische auteur die een van zijn werken, Le Voile, gespeeld zag in de Comédie Française. In de hoofdrol trad de jonge Marguerite Moreno op.
- In 1896 publiceerde hij Les Vies encloses, dichtbundel geïnspireerd door het occultisme (Novalis) en het Duitse romantisme.

## Bruges-la-morte
In 1892 publiceerde Rodenbach zijn roman Bruges-la-Morte, eerst als feuilleton in Le Figaro (van 4 tot 14 februari) en in Journal de Bruges en daarop in boekvorm (juni) bij uitgeverij Flammarion. Dit werk kende onmiddellijk succes en werd beschouwd als een meesterwerk van het symbolisme. 
Het behoorde tot dezelfde kunststrekking als de schilderijen van de Belgische symbolist Fernand Khnopff, die de aangewezen kunstenaar was om het titelblad van Rodenbachs roman te illustreren.
In het wat larmoyante verhaal van de weduwnaar Hugues Viane die in Brugge komt wonen en hier denkt de reïncarnatie van zijn vrouw te ontmoeten, maar ze uiteindelijk vermoordt, is het centrale personage eigenlijk de stad Brugge. Ook al gaf hij van deze stad eerder een doodse impressie, droeg zijn boek veel bij tot de toeristische belangstelling voor de stad.
Het boek wordt thans nog regelmatig heruitgegeven.

## Le Carillonneur

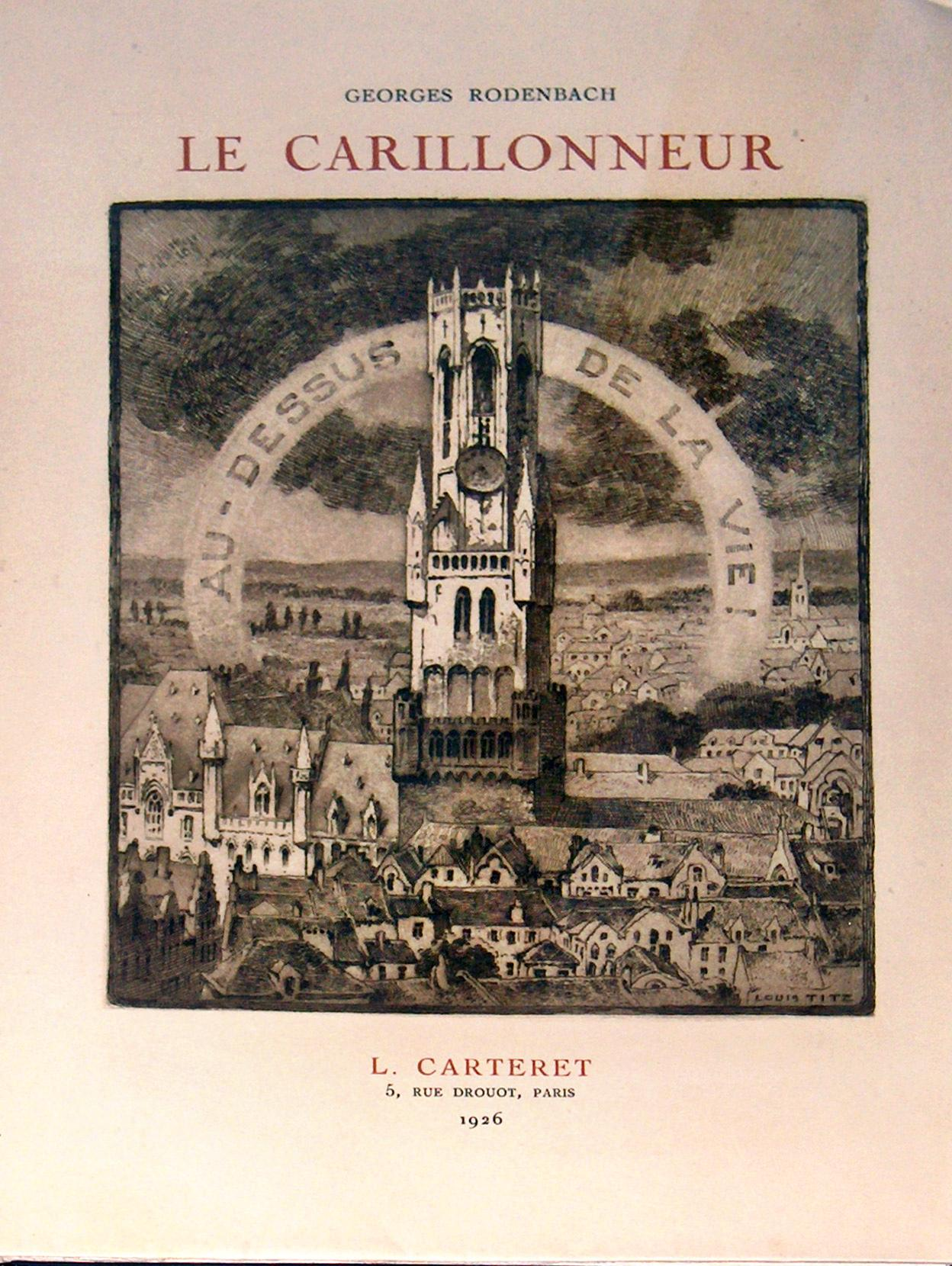
Le Carillonneur

In 1897 liet Rodenbach zich opnieuw door Brugge inspireren. Naast het verhaal van de beiaardier en tegelijk stadsarchitect (die hij, opperste belediging, de typische Gentse naam Borluut gaf), ging het in zijn boek vooral over de strijd tussen de voorstanders van Brugge Zeehaven en diegenen die van Brugge een kunststad voor de elite wilden maken. Rodenbach koos tegen de haven. In de praktijk werd door de Bruggelingen niet tegen iets gekozen: ze ijverden zowel voor het ene als voor het andere. Tegelijk rees de achterhaven naast Brugge en de zeehaven in Zeebrugge op, en werd, mede onder impuls van koning Leopold II, de belangstelling voor het bouwkundig erfgoed door het stadsbestuur en door het verenigingsleven gepromoveerd en aangemoedigd.
Toen Rodenbach in de Opera van Parijs aan koning Leopold II werd voorgesteld, zegde die hem een beetje sarcastisch: "Vous avez dit Bruges-la-Morte, Monsieur? Plus pour longtemps. Nous allons mettre des trams là-dedans."

## Een haat-liefdeverhouding
Rodenbach heeft bijgedragen tot de wereldwijde renommee van de stad Brugge. De wijze waarop dit gebeurde werd hem echter door de Bruggelingen niet in dank afgenomen. Een stad die in volle actie was, enerzijds om een nieuwe haven te veroveren, anderzijds om de stad mooier en aantrekkelijker te maken, was er helemaal niet mee gediend om als La Morte te worden afgeschilderd.
Zijn tweede boek, Le Carillonneur, werd zo mogelijk nog slechter onthaald, want dit was een regelrechte aanval op Brugge-Zeehaven.
Brugge heeft dan ook steeds geweigerd aan Georges Rodenbach grote eer te bewijzen. Een voorstel om hier een straat naar hem te noemen, een standbeeld van hem op te richten of al was het maar een plaket tegen een muur te plaatsen, werd steevast geweigerd of genegeerd. Enkel een heel bescheiden plaatje, betaald door de familie Rodenbach, werd door de privévereniging Les Amis de Bruges ingemetseld in de trap van een woning Jan van Eyckplein. In Gent werd daarentegen wel een monument voor Georges Rodenbach opgericht.
In literaire kringen wordt hem nog steeds eer bewezen, ook in Brugge.

## Publicaties
- Oeuvre poétique, 2 vol., Archives Karéline, 2008
- Le Foyer et les Champs (1877), gedichten
- Les Tristesses (1879), gedichten
- La Belgique 1830-1880 (1880), historisch gedicht
- La Mer élégante (1881), gedichten
- L'Hiver mondain (1884)
- Vers d'amour (1884)
- La Jeunesse blanche (1886), gedichten
- Du Silence (1888)
- L'Art en exil (1889)
- Bruges-la-Morte (1892), roman
- Le Voyage dans les yeux (1893)
- Le Voile, drama, gespeeld in de Comédie-Française op 21 mei 1894
- L'Agonie du soleil (1894)
- Musée de béguines (1894)
- Le Tombeau de Baudelaire (1894)
- La Vocation (1895)
- A propos de "Manette Salomon, L'Œuvre des Goncourt (1896)
- Les Tombeaux (1896)
- Les Vierges (1896)
- Les Vies encloses (1896), gedicht
- Le Carillonneur (1897), roman
- Agonies de villes (1897)
- Le Miroir du ciel natal (1898)
- Le Mirage (1900)

## Eerbetoon
- Rodenbach kreeg een uitvaart op 28 december 1898 in de François-de-Saleskerk. Hij werd begraven op Père Lachaise. De beeldhouwster Albert Bonnard ontwierp een bronzen grafsteen.
- Georges Minne maakte een beeldhouwwerk ter ere van Rodenbach. Het werd op 13 juli 1903 onthuld in de tuin van het voormalige Sint-Elisabethbegijnhof.
- Nog in 1903 richtten Emile Verhaeren en Camille Lemonnier een brief tot het stadsbestuur van Brugge met de vraag een straat naar Georges Rodenbach te noemen, waar dan een standbeeld van hem zou kunnen worden opgericht. Het stadsbestuur ging daar niet op in.
- In 1948 gingen herdenkingen door in Gent, Doornik, Brugge en Parijs.
  - In Gent werd aan het huis van de Rodenbachs in de Frère-Orbanlaan een gedenkplaat aangebracht, ontworpen door Geo Vindevoghel.
  - In Brugge werd een pélerinage Rodenbach georganiseerd op 29 mei 1948, door de Association des écrivains belges, section Flandres, ter plekke geholpen door Firmin Cuypers en Marcel Wyseur. Er kwamen slechts 12 deelnemers opdagen, onder wie de weduwe en de zoon van de schrijver. De geplande wandeling werd onder de plassende regen per autocar gedaan, waarna een ontvangst plaatsvond op het stadhuis, door burgemeester Victor Van Hoestenberghe.
- Dezelfde Association, ondersteund door de vereniging Les Amis de Bruges, huldigde op 19 december 1948 in Brugge een bescheiden bronzen plaat in, een werk van Geo Vindevoghel ter herinnering aan Georges Rodenbach. Het werd geplaatst op de gevel van het huis De Roode Steen. De plaat werd bekostigd door de familie Rodenbach en door de Association.
- In 1992 werd een tentoonstelling in Brugge aan Rodenbach gewijd en kreeg een zaal in de stadshallen de naam Georges Rodenbach.
- Dat jaar verscheen ook het gedenkboek Het Stille Brugge. 100 jaar Bruges-la-Morte, met huldeartikels door Fernand Bonneure, Marcel Vanhoutryve en Karl Puype en met de oorspronkelijke tekst van Bruges-la-Morte.
- Sinds 1996 wordt door de Koninklijke Gidsenbond van Brugge een wandeling aangeboden In de voetsporen van Georges Rodenbach.
- Op 26 november 2005 organiseerde Jo Berten in Brugge een symposium Georges Rodenbach.

## Informatie
- Artikels van Rodenbach (onder meer over Arthur Rimbaud) zijn te vinden op Wikisource.
- Het Fonds Georges Rodenbach wordt bewaard in de Koninklijke Bibliotheek in Brussel, afdeling Archives et musée de la littérature.
- Het meubilair en de bibliotheek van Georges Rodenbach bevinden zich in het Musée de la vie tournaisienne in Doornik.